# Viridis (azienda)
Viridis è stata una software house statunitense; conosciuta per aver sviluppato Zelda's Adventure per Philips CD-i, l'azienda ha creato diversi videogiochi educativi.
Fondata da Lee Barnes e Christopher Thompson, secondo Jim Belcher il nome della società californiana deriva dalla parola latina per verde per indicare che avessero ricevuto il semaforo verde da parte di Nintendo per la realizzazione del titolo della serie The Legend of Zelda.